# James Gorman
James Edward „Jim” Gorman (ur. 30 stycznia 1859 w Bilston, zm. 2 listopada 1929 w San Francisco) – amerykański strzelec, mistrz olimpijski
Gorman wystąpił na Letnich Igrzyskach Olimpijskich 1908 w dwóch konkurencjach. Zdobył brązowy medal w pistolecie dowolnym z 50 jardów, ponosząc porażkę z Belgami Van Asbroeckiem i Stormsem. Pierwotny wynik Gormana został jednak zakwestionowany – sędziowie uznali, że Amerykanin nie trafił jednego z pocisków do tarczy. On sam zaprotestował twierdząc, iż jeden z jego strzałów był tzw. „dubletem”, czyli przeszedł przez otwór wykonany jednym ze wcześniejszych strzałów. Protest został odrzucony, a Gorman ostatecznie spadł z pierwszego na trzecie miejsce. W drużynowym strzelaniu z pistoletu dowolnego zdobył wraz z kolegami złoty medal, osiągając najlepszy rezultat wśród wszystkich startujących zawodników (skład zespołu: Charles Axtell, Irving Calkins, John Dietz, James Gorman).

## Wyniki

### Igrzyska olimpijskie
| Igrzyska | Konkurencja                            | Wynik                             | Miejsce | Źródło |
| -------- | -------------------------------------- | --------------------------------- | ------- | ------ |
| IO 1908  | Pistolet dowolny, 50 jardów            | 485 pkt.                          |         | [ 1 ]  |
| IO 1908  | Pistolet dowolny, 50 jardów, drużynowo | 1914 pkt. (druż.) 501 pkt. (ind.) |         | [ 2 ]  |